# Торлак (Београд)
Торлак је урбано насеље и брдо, које се налази на општинама Вождовац и Звездара. Торлак је једно од највећих брда у Београду, које има добар поглед на Београд и оно обухвата насеља: Кумодраж, источни део Великог Мокрог Луга, јужни део Падине, Јајинце и шуму Степин Луг. Од Авале је нижи око 180 метара и од планине иде ваздух ка Торлаку. Од центра града је удаљен око 9 km. Највиша тачка (332 м) је у улици Даљска у насељу Кумодраж I. На Торлаку живи око 15.000 становника.